# Hirudo tianjinensis
Hirudo tianjinensis — вид безхоботних п'явок родини Hirudinidae. Описаний у 2022 році. 

## Назва
Видова назва tianjinensis вказує на типове місцезнаходження — місто Тяньцзінь.

## Поширення та екологія
Ендемік Китаю. Типові зразки зібрані у річці Каобай в районі Баоді міста Тяньцзінь. Вода у річці помірно забруднена. Вздовж русла річки багато водних рослин і пемзи неправильної форми. Цей вид зазвичай ховався між пемзою. Щоразу, коли люди та тварини проходять повз, п'явка швидко чіпляється до їхніх ніг для смоктання крові.